# Mirefleurs
Mirefleurs ist eine französische Gemeinde mit 2336 Einwohnern (Stand: 1. Januar 2022) in der Region Auvergne-Rhône-Alpes im Département Puy-de-Dôme im Arrondissement Clermont-Ferrand im Kanton Vic-le-Comte.

## Geographie
Mirefleurs liegt etwa 14 Kilometer südöstlich von Clermont-Ferrand am Allier, der die Gemeinde im Westen begrenzt. Umgeben wird Mirefleurs von den Nachbargemeinden La Roche-Noire im Norden, Saint-Georges-sur-Allier im Nordosten, Busséol im Osten, Saint-Maurice im Süden und Südosten sowie Les Martres-de-Veyre im Westen.
Die Gemeinde gehört zum Weinbaugebiet Côtes d’Auvergne.

## Bevölkerungsentwicklung
| Jahr                       | 1962 | 1968 | 1975 | 1982 | 1990 | 1999 | 2006 | 2011 | 2018 |
| Einwohner                  | 702  | 847  | 1053 | 1404 | 1708 | 1791 | 2097 | 2367 | 2406 |
| Quellen: Cassini und INSEE |      |      |      |      |      |      |      |      |      |

## Sehenswürdigkeiten
- Kirche aus dem 16. Jahrhundert, Monument historique seit 1904
- Kapelle La Conche mit einer Statue aus dem 13. Jahrhundert, Monument historique seit 1978
- Mittelalterliche Burg
- Schloss Chalendrat
- Haus Domat aus dem 15. Jahrhundert, Monument historique

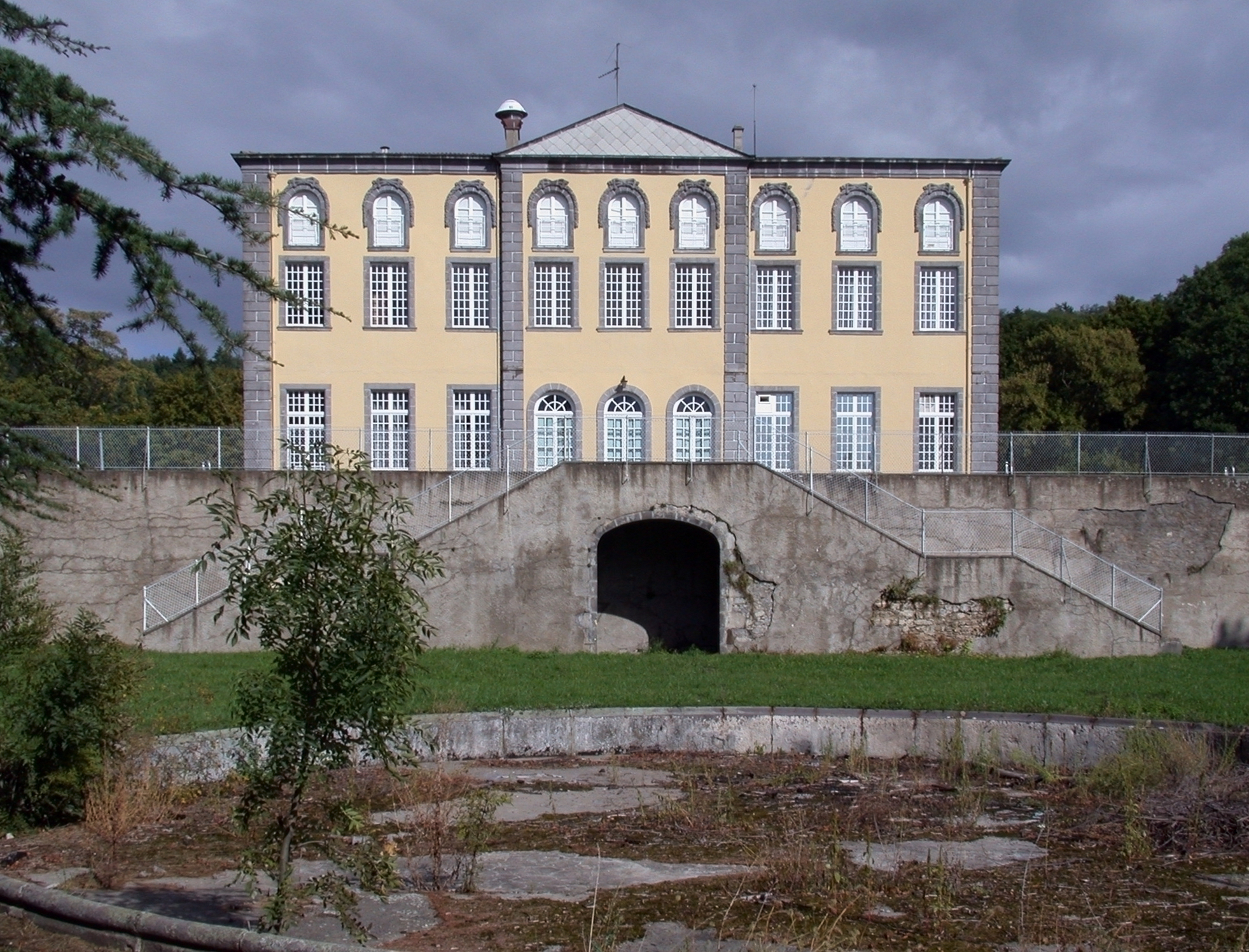
Schloss Chalendrat

## Persönlichkeiten
- Jean Domat (1625–1696), Jurist und Philosoph, lebte im Haus Domat
- George Onslow (1784–1853), Komponist, lebte in Schloss Chalendrat